# Віртуальне навчальне середовище
Віртуа́льне навча́льне середо́вище (ВНС) (англ. virtual learning environment (VLE)) — програмна система, створена для підтримки процесу дистанційного навчання з наголосом саме на навчання, на відміну від керованого навчального середовища, для якого властивий акцент на управлінні процесом навчання.
ВНС зазвичай використовує інтернет і надає засоби для оцінки (зокрема, автоматичної оцінки, як-от завдання на вибір), комунікації, закачування матеріалів, повернення робіт студентів, оцінювання колег, управління групами студентів, збирання та організація оцінок студентів, опитування тощо. Серед особливостей — широке запровадження технологій wiki, блогів та RSS.
Вищі навчальні заклади використовують ВНС із метою:
- економії часу педагогічного складу, зменшення витрат на послуги інструкторів;
- надання інструкцій у гнучкий спосіб студентам, не лімітуючи їх у часі та місці навчання;
- надання інструкцій у спосіб, звичний для сучасного веборієнтованого покоління студентів;
- сприяння співробітництву та поширенню інформації між різними кампусами або коледжами;
- надання можливості обміну матеріалами між різними курсами;
- забезпечення автоматичної інтеграції результатів навчання студентів до інформаційної систему кампусів.

Основною складовою ВНС є Система управління навчанням (англ. Learning management system). Це поняття є близьким до поняття Системи управління навчальним змістом (англ. Learning content management system).
Ідеологія ВНС базується на об'єктно-орієнтованому підході до навчання, для якого властиве використання різноманітних навчальних об'єктів.